# Бервил (Горња Марна)
Бервил (фр. Beurville) је насеље и општина у североисточној Француској у региону Шампањ-Арден, у департману Горња Марна која припада префектури Сен Дизје.
По подацима из 2011. године у општини је живело 101 становника, а густина насељености је износила 4,41 становника/km². Општина се простире на површини од 22,92 km². Налази се на средњој надморској висини од 213 метара.

## Демографија
| 1962. | 1968. | 1975. | 1982. | 1990. | 1999. | 2011. |
| ----- | ----- | ----- | ----- | ----- | ----- | ----- |
| 148   | 182   | 175   | 150   | 138   | 111   | 101   |

График промене броја становника у току последњих година